# NGC 5899
NGC 5899 é uma galáxia espiral barrada (SBc) localizada na direcção da constelação de Boötes. Possui uma declinação de +42° 02' 59" e uma ascensão recta de 15 horas, 15 minutos e 03,3 segundos.
A galáxia NGC 5899 foi descoberta em 18 de Março de 1787 por William Herschel.